# Cantonul Cusset-Sud
Cantonul Cusset-Sud este un canton din arondismentul Vichy, departamentul Allier, regiunea Auvergne, Franța.

## Comune
- Abrest
- Busset
- La Chapelle
- Cusset (parțial, reședință)
- Mariol
- Molles
- Saint-Yorre
- Le Vernet